# Crocifissione (Tiziano Escorial)
La Crocifissione o Cristo Crocifisso è un dipinto del pittore veneto Tiziano Vecellio realizzato approssimativamente  nel 1555 e conservato nel Monastero dell'Escorial a San Lorenzo de El Escorial in Spagna.

## Storia
Il dipinto fu realizzato da Tiziano su commissione di Filippo II di Spagna per il Monastero dell'Escorial. 
È una delle opere principali della fase finale del pittore.

## Descrizione
Il dipinto è la raffigurazione della crocifissione di Gesù Cristo. Nella parte inferiore della croce sono rappresentati: un cranio in riferimento al Golgota ("luogo del cranio"), dei soldati e due figure che si stanno allontanando, sullo sfondo un panorama collinare con delle rovine, che ricorda quelli del Veronese. 
L'opera è realizzata con pennellate rapide per enfatizzare il momento drammatico, più che la resa dei particolari. Il cielo cupo è illuminato dalla luna crescente e da bagliori di fulmini nella parte superiore, mentre all'orizzonte appare luminoso.
Gesù è raffigurato nell’attimo che precede la morte, solo e con il volto nell'ombra. La vastità del paesaggio enfatizza la figura del Crocifisso in primo piano e la sua solitudine, in netta distinzione con la Crocifissione di Ancona.

## Incidente e restauro
La mattina del 3 ottobre 2018 il dipinto è caduto dalla sua collocazione all'altezza di 5 metri da terra, probabilmente a causa del deterioramento della parete a cui era affisso. L'incidente ha provocato, sulla zona inferiore della tela, uno strappo orizzontale di 97 centimetri. Il Patrimonio Nacional ha provveduto alle operazioni di restauro, che sono durate otto mesi. Nei laboratori del Patrimonio Nacional del Palazzo Reale di Madrid la tela è stata stabilizzata e reintegrata, lo strato pittorico sui bordi dello strappo consolidato, le piccole mancanze reintegrate con stucco e pigmenti e il 4 giugno 2019 il dipinto è stato reso nuovamente visibile nella Sagrestia della Basilica del Monastero Reale di San Lorenzo de El Escorial, appeso alla parete con nuovi sistemi di fissaggio.